# Seoce (Chorwacja)
Seoce – wieś w Chorwacji, w żupanii brodzko-posawskiej, w gminie Nova Kapela. W 2011 roku liczyła 284 mieszkańców.